# Åkerholmen, Boden
För andra betydelser, se Åkerholmen.
Åkerholmen är en by i Bodens kommun i Åkerholmsbygden. Enligt bygdeforskare har det funnits bofast befolkning i Åkerholmsbygden sedan 1600-talet.
Bygden ligger cirka 15 kilometer nordväst om grannbyn Brännberg, 35 kilometer från Älvsbyn och 45 kilometer från Boden. Här finns totalt 60 hushåll varav 9 är permanent bosatta. Vid Norrsjöns sydspets finns en badplats som invigdes 2005 och samma år genomfördes även en hemvändardag i slutet av juli.
I Åkerholmsbygden bor totalt 14 personer.